# شعب سوسو
شعب سوسو، هم مجموعة قومية في غرب أفريقيا، وهم إحدى شعوب الماندي ويعيش أغلب أفراد السوسو في غينيا، مع وجود أقليات في سيراليون وغينيا بيساو.
وسوسو هو مجتمع أبوي، وأغلبهم مسلمون، ويفضلون زواج الأقارب وكذلك يعددون في الزيجات. لديهم نظام الطبقات مثل جميع شعوب غرب أفريقيا، حيث الحرفيين مثل سميتس والنجارين والموسقيين والحليين والدباغين، وهي طبقات منفصلة، ويعتقد أنها انحدرت من العبودية في عصر القرون الوسطى. 

## اللغة
تدعى لغتهم من قبل الناطقين بها باسوسوكسوي، وهي بمثابة لغة تجارية رئيسية على طول الساحل الغيني، وخاصة في الجنوب الغربي، بما في ذلك العاصمة كوناكري.
وتنتمي لغة سوسوكسوي إلى أسرة لغات نيجرية كنغوية.
في لغة سوسو القديمة (غينيا) تعني المرأة وهذا هو اشتقاق اسم بلد غينيا.